# Collinsia palmeni
Collinsia palmeni är en spindelart som beskrevs av Walter Leopold Victor Hackman 1954. Collinsia palmeni ingår i släktet collinsior, och familjen täckvävarspindlar. Inga underarter finns listade i Catalogue of Life.